# Leratiomyces cucullatus
Leratiomyces cucullatus är en svampart som först beskrevs av Shope & Seaver, och fick sitt nu gällande namn av Beever & D.-C. Park 2008. Leratiomyces cucullatus ingår i släktet Leratiomyces och familjen Strophariaceae.   Inga underarter finns listade i Catalogue of Life.